# Jakob Nielsen (författare)
Jakob Nielsen, född 26 december 1830 i Lindum vid Hobro, död den 4 mars 1901 i Aarhus, var en dansk författare.
Nielsen blev 1851 seminarist och 1854 skollärare, från 1866 i närheten av Aarhus. Under märket Knud Skytte skrev han Jydsk bondeliv (3 samlingar berättelser, 1867-74), Landsbyfolk (1877) och Fra Østjylland (1881), som funnit en stor läsekrets, samt en mera kulturhistorisk skildring Træk af haandværkerlivet i ældre tider (1877). Emil Elberling skriver i Nordisk familjebok: "Han har en respekterad plats i skollärarlitteraturen vid sidan af A. Nielsen och Thyregod."